# Calzedonia
Кальцедонія (італ. Calzedonia) — італійський виробник білизни і пляжного одягу, заснований у 1987 році. Випускає продукцію для жінок, чоловіків і дітей. Станом на 2013 рік по всьому світі працює понад 3500 бутиків Calzedonia. Чистий прибуток компанії в 2012 році склав €137 млн.
«Кальцедонії» належить бренд Intimissimi, у який виділені окремі лінії нижньої білизни для чоловіків і жінок. Пізніше асортимент бренду поповнили трикотажні вироби та піжами. У більш ніж 20 країнах світу працює понад 1000 магазинів Intimissimi.
Крім того, «Кальцедонії» належать бренди Tezenis та Falconeri.
Станом на 2024 рік «Кальцедонія» продовжує свою діяльність в Росії, незважаючи на російське вторгнення в Україну.